# Blaž Bitežnik
Blaž Bitežnik, slovenski kamnosek in kipar, * 30. januar 1836, Grgar, † 9. januar 1916, Gorica.

## Življenje in delo
Blaž Bitežnik (tudi Bittesne(c)k) se je rodil v družini goriškega knjigarnarja in založnika Štefana Bitežnika. Izdelal je prvi kamniti monumentalni oltar za baziliko Marijinega vnebovzetja na Sveti Gori, ki je zamenjal prejšnjega lesenega iz srednjeveške cerkve. Oltar je bil narejen po načrtih gradbenega mojstra Karla Baubela. Podnožje in stopnice so bile izdelane iz marmorja pripeljanega iz kamnoloma v Nabrežini, ostalo pa iz kararskega marmorja. Novi oltar je imel dvojno mizo, na vsaki strani te pa po en relief; na prvem je bil upodobljen papež Pij IX., kako se proseče obrača k Brezmadežni, drugi pa je spominjal na  romanje  na Sveto Goro leta 1872. Oltar je 1. septembra 1877 posvetil goriški nadškof Andreas Gollmayr. Bitežnik je v marmorju izdelal tudi doprsni kip nadškofa Gollmayrja ter kip sv. Martina z revežem in konjem, ki je stal nad portalom župnijske cerkve v Grgarju.